# Arteria laryngea superior

Kehlkopf des Menschen

Die Arteria laryngea superior („obere Kehlkopfarterie“) – in der Tieranatomie als Arteria laryngea cranialis bezeichnet – ist eine Schlagader des Halses. Sie entspringt der oberen Schilddrüsenarterie und zieht zusammen mit dem inneren Ast des Nervus laryngeus superior unterhalb des Musculus thyrohyoideus zum Kehlkopf, durchbohrt die Zungenbein-Kehlkopf-Membran (Membrana thyrohyoidea) und versorgt den oberen Teil des Kehlkopfes bis zur Stimmritze mit arteriellem Blut. Bei Paarhufern versorgt sie auch den vorderen Teil des Thymus.